# Marvin Wildhage
Marvin Wildhage (* 2. Juli 1996 in Peine) ist ein deutscher Moderator, Journalist, Filmproduzent und Webvideoproduzent, der regelmäßig mit Pranks auf sich aufmerksam macht.

## Karriere
Wildhage begann im Alter von 14 Jahren damit, Interviews mit Prominenten zu führen und sie auf seinem damaligen YouTube-Kanal „startalking“ zu veröffentlichen. Zwischen 2011 und 2019 waren unter anderem Klaas Heufer-Umlauf, Udo Lindenberg und Olli Schulz zu Gast. Seit 2013 moderiert Wildhage regelmäßig Interviews mit deutschen Rappern bei „TV Strassensound“. Er machte 2016 am Gymnasium am Silberkamp in Peine Abitur. Im Anschluss absolvierte er eine zweijährige Ausbildung zum Journalisten an der Axel-Springer-Akademie in Berlin. Parallel dazu trat Wildhage zunehmend als Entertainer vor der Kamera auf, statt als Interviewer.
Im Jahr 2019 veröffentlichte der YouTuber Tanzverbot ein Video mit dem Titel „Interview mit Dieter Bohlen“. Fans, die erkannten, dass es sich nicht um den echten Musiker handelt, warfen dem YouTuber Täuschung vor. Kurz darauf veröffentlichte Wildhage ein Video, in dem er auflöste, wie er den YouTuber mit einer ausgedachten Agentur und einem Dieter-Bohlen-Double reinlegte, was medial eine Debatte auslöste. Im selben Jahr verschaffte er sich unerlaubten Zutritt zu den Trainingsplätzen von Hannover 96 und Hertha BSC, was ihm nicht nur virale Aufmerksamkeit, sondern auch Einladungen beider Vereine einbrachte.
2020 erlangte er Aufmerksamkeit, indem er sich mithilfe gefälschter Dokumente einen Doktortitel in den Personalausweis eintragen ließ; dies führte zu einem Strafverfahren. Infolgedessen entstand eine öffentliche Diskussion über die Nachlässigkeit der Berliner Bürgerämter. Wenige Wochen nach Veröffentlichung des Videos wurde Wildhage wegen mittelbarer Falschbeurkundung angezeigt. Am 14. Januar 2022 wurde er dafür vom Amtsgericht Tiergarten zu einer Geldstrafe verurteilt.
In der Joyn-Produktion Achtung Aaron deckte er 2021 mit der Fake-Creme „Hydro Hype“ die Gutgläubigkeit von Influencern auf. Auch spätere Projekte wie der fiktive Film A Hole, ein Fake-Esoterik-Shop und ein angeblicher Schwangerschafts-Scoop über Laura Müller dienten der Kritik an leichtgläubigen Medien und Online-Stars.
Im Juni 2021 übte Wildhage öffentliche Kritik am langsamen Fortschritt beim digitalen Impfausweis. Während seiner Recherche zeigte er, wie simpel der Erwerb eines gefälschten Impfpasses war.
2024 sorgte Wildhage erneut für Schlagzeilen, als er sich unter falscher Identität in die Eröffnungsfeier der Fußball-EM 2024 einschleuste. Er gab sich als Maskottchen Albärt aus und konnte sich so vor Beginn des Spiels frei auf der Spielfläche bewegen. Er wurde erst enttarnt, als er den Weg zum Ruheraum nicht fand. Dies warf medial Fragen nach dem Sicherheitskonzept in den Stadien auf. Nach seiner Festnahme wurde seitens der UEFA Anzeige gegen Wildhage erstattet, das Verfahren ist Stand Mai 2025 noch nicht abgeschlossen. Auf die Unterlassungsklage der UEFA, die die Ausstrahlung des Filmmaterials unterbinden wollte, ging er nicht ein.
2025 bestellte er unter falschem Namen ein originales Bundesverdienstkreuz am Bande, um auf Missstände in der Vergabepraxis aufmerksam zu machen.

## Fernsehen
Als Gast
- 2019: stern TV (RTL)
- 2020: Pocher – gefährlich ehrlich! (RTL)
- 2021: Achtung Aaron! (Joyn, Sidekick)
- 2021: Sat.1-Frühstücksfernsehen

Moderation
- 2022: Marvin Undercover (Joyn)